# パオロ・カステッリーニ
パオロ・カステッリーニ（Paolo Castellini, 1979年3月25日 - ）は、イタリア・ブレシア出身の元サッカー選手。現役時代のポジションはディフェンダー（主に左サイドバック）。正確なクロスを有し、周囲との連携で敵陣に切り込む選手。

## 経歴

### クラブ
USクレモネーゼ、トリノFCにてプレーした後、2004年にスペインのレアル・ベティスへ移籍。2005-06シーズンにはUEFAチャンピオンズリーグにも出場したが、ほとんどがひざの負傷の治療に終わり、ベティスでは活躍できないまま、契約解消となった。
2006年にパルマFCへ移籍。新天地では定位置をつかみ、4シーズンを過ごした後に2010-11シーズンは期限付きでASローマへ移籍した。
翌2011-12シーズンはセリエBのUCサンプドリアへレンタル移籍。1シーズンでのセリエA復帰に貢献し、2012年7月にパルマから完全移籍を果たした。2015年8月18日、生まれ故郷のクラブであるブレシア・カルチョと1年契約を結んだ。

### 代表
U-20、U-21のイタリア代表選出経験があり、U-21代表としては2002年のUEFA U-21欧州選手権に出場。イタリアのベスト4進出に貢献している。

## タイトル
ベティス
- コパ・デル・レイ : 2004-05